# South East Asia – liaison
South East Asia – liaison (dříve Klub Hanoi) je nevládní nezisková organizace, sdružující odborníky a osoby zajímající se o Vietnam, jeho kulturu, historii a tradice a o život vietnamské komunity v České republice. Poskytuje právní a sociální poradenství, spolupracuje s českými médii, pořádá výstavy fotografií, besedy a semináře, angažuje se v několika dalších projektech. Organizace zájemcům nabízí také služby vlastní knihovny specializované na Vietnam. Jejím předsedou je Jiří Kocourek.

## Vznik
Zakládajícími členy OS Klub Hanoi byli studenti oboru vietnamistika na FF UK, kteří původně Klub Hanoi založili jako neformální studentskou organizaci. Coby občanské sdružení byla společnost zaregistrována Ministerstvem vnitra dne 16. ledna 2004. Ke sdružení se postupně připojili mnozí vietnamisté, vietnamští přátelé a lidé z ČR, kteří se z různých důvodů zajímají o Vietnam nebo komunitu Vietnamců v Evropě.

## Historie
Od založení Klubu Hanoi se jeho členové angažovali v mnoha aktivitách souvisejících s odbornou činností na poli české vietnamistiky, popularizace vietnamské kultury a pomoci na poli soužití národnostních menšin na území ČR. Mimo jiného na:
- organizaci výstav, vernisáží a vzdělávacích projektů
- právním poradenství
- publikační činnosti
- tréninku mediátorů a tlumočníků
- výstupech v médiích

V roce 2015 došlo k přejmenování klubu Hanoi na spolek South East Asia – liaison.